# Ванин, Николай Анатольевич
Николай Анатольевич Ванин (род. 12 августа 1962, Воскресенск, Московская область) — советский и российский хоккеист, нападающий, тренер. Мастер спорта СССР. Заслуженный тренер России (20 мая 2009).

## Биография
Занимался хоккеем с семи лет. С сезона 1980/81 — в составе команды чемпионата СССР «Химик» Воскресенск. Бронзовый призёр чемпионата СССР 1983/1984. Армейскую службу проходил в команде СКА МВО Калинин, серебряный призёр (1984/85) и победитель (1985/86) чемпионата Вооруженных сил СССР.
Играл за «Химик» (1985/86 — 1988/89), СК им. Урицкого / «Итиль» (1988/89—1990/91), «Вятич» Рязань (1991/92), «Марс» Тверь (1993/94), «Фантомс Дорн» (Бельгия, 1994/95), «Сокол» Луховицы (1995/96).
Окончил Московский областной государственный институт физкультуры (тренер по хоккею).
В сезонах 1999/2000 — 2001/02, 2005/06 — тренер и главный тренер «Химика». Главный тренер ТХК Тверь (2002/03 — с 1 декабря, 2002/03 — 2004/05). Главный тренер «Молота-Прикамья» с 9 октября 2006 по сезон 2010/11.
С 2011 года — руководитель СШОР «Молот» по хоккею Перми.